# Lejsčík ohnivý
Lejsčík ohnivý (Petroica phoenicea) je druh malého pěvce, který obývá chladnější oblasti jihovýchodní Austrálie a Tasmánii. Tito hmyzožraví pěvci jsou výrazní především díky zářivě oranžové náprsence, kterou ale mají pouze samci. Naopak samice jsou převážně hnědé a šedobílé. Obě pohlaví mají tmavě hnědé duhovky, černý zobák a měří mezi 12 a 14 cm. Navzdory rodovému jménu, které blízce připomíná lejskovité, nebyla jejich vzájemná příbuznost prokázána.
Tvoří monogamní páry a během období rozmnožování si staví hluboká hnízda, do kterých pak samičky kladou tři až čtyři vejce. Jejich populace konstantně klesá kvůli ztrátě přirozeného prostředí, což vedlo k tomu, že se od roku 2004 oficiálně jedná o téměř ohrožený taxon.

## Taxonomie

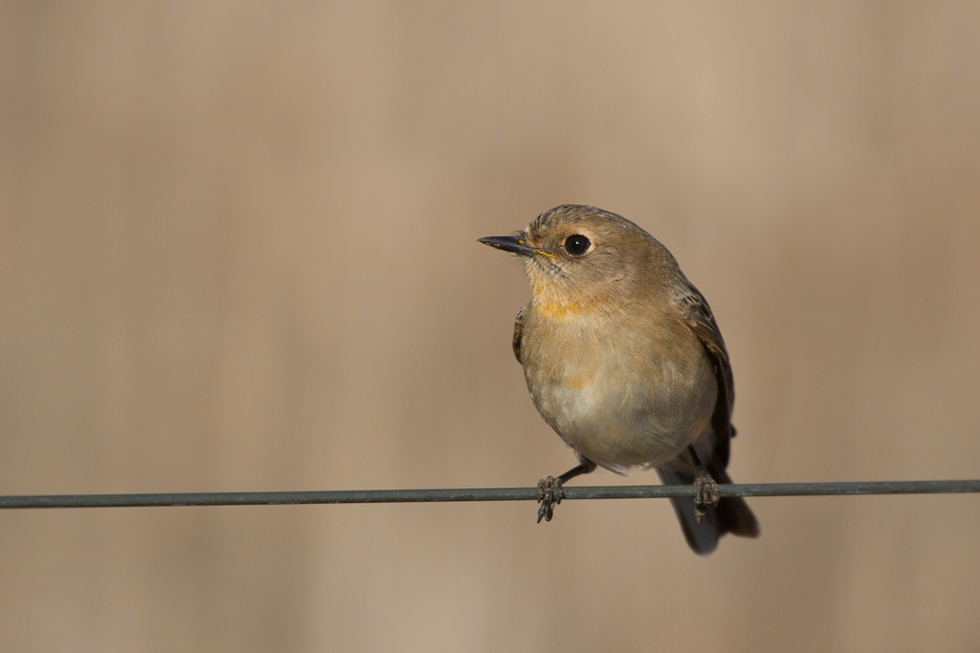
Samice lejsčíka ohnivého

Lejsčíci ohniví byli poprvé popsáni již roku 1830 francouzskými přírodovědci Jeanem Reném Constantem Quoyem a Josephem Paulem Gaimardem. Ti je tehdy zařadili mezi lejsky pod binomickým názvem Muscicapa chrysoptera. Druhové jméno chrysoptera bylo odvozeno ze starořeckých slov chrysos, tedy zlatý, a pteron – peří.

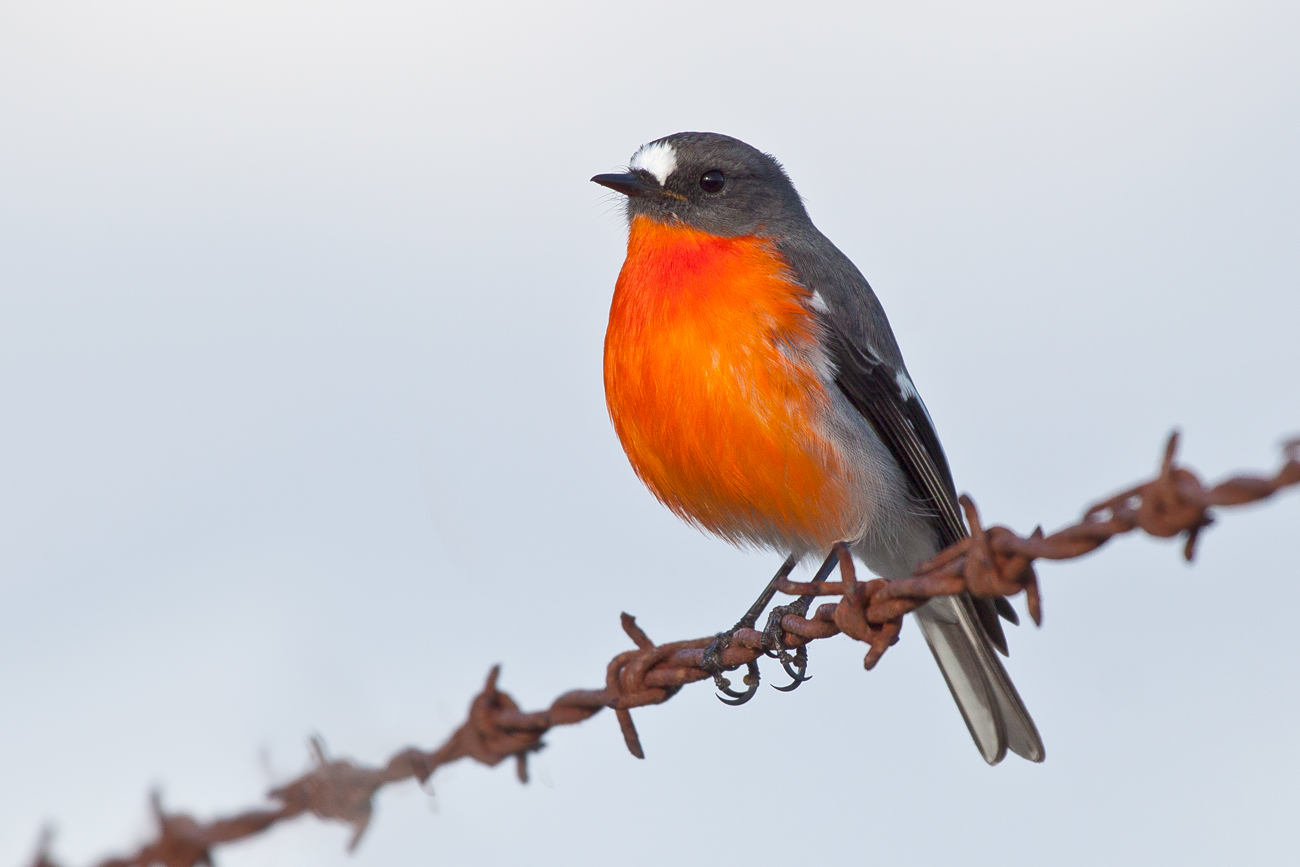
Dospělý sameček z Victorie

O sedm let později je zařadil anglický ornitolog John Gould do rodu Petroica jako Petroica phoenicea, přičemž tato systematika se zachovala. Od té doby je Quoyovo a Gaimardovo označení bráno jako nomen oblitum. Současné binomické označení pochází ze starořečtiny: petros znamená skála, oikos, domov. Slovo phoinikes, ze kterého je odvozeno druhové jméno, znamená červený.
Do rodu Petroica se též řadí lejsčíci růžovoprsí (Petroica rosea), růžovobřiší (Petroica rodinogaster), rudočelí (Petroica goodenovii) a Petroica boodang, kteří společně s lejsčíky ohnivými tvoří malou skupinu obecně nazývanou červenými lejsčíky. Jejich protiklady mohou být zástupci rodu Eopsaltria, přezdívaní žlutí lejsčíci: lejsčík žlutý (Eopsaltria australis) a šedoprsý (Eopsaltria griseogularis).
Zpočátku lejsčíci spadali pod lejskovité, samostatná čeleď vznikla až později. Dle molekulárnímu výzkumu z roku 2008 jsou velmi ranou odnoží pěvců. Neuvádějí se žádné poddruhy.

## Popis
Tělo dospělých měří na délku 125 až 135 mm, což z nich dělá největší z červených lejsčíků. Tasmánští i australští lejsčíci jsou stejně velcí. Oproti ostatním zástupcům z rodu Petroica nemají tak robustní stavbu těla, naopak mají poměrně dlouhá křídla, krk a malou hlavu. Samce lze snadno od samic odlišit díky výrazné oranžovo-červené náprsence a ocelově šedému krku a hlavě. Zbytek zad a ocasu je též tmavě šedý, křídla většinou bílá. Samice jsou světle hnědé s šedobílým břichem a boky, taktéž se vyskytuji šedobílé znaky nad zobákem a na křídlech. Někdy mohou mít načervenalé nebo naoranžové peří na prsou. Zobák a nohy jsou u obou pohlaví černé, duhovky tmavě hnědé. Byl ale zaznamenán i případ dospělého lejsčíka ohnivého s citronově žlutou hrudí. Takový nedostatek červeného pigmentu a jeho nahrazení žlutým se nazývá xantochromie.
První peří ptáčat je tmavě šedé nebo hnědé. Mají šedý zobák s krémovými koutky a oranžové hrdlo. Během prvního přepeřování se začnou podobat samicím, ale s tím rozdílem, že horní část těla je pruhovaná a tmavší. Krátce po vylétnutí z hnízda znovu přepeří, tentokrát již plně připomínají dospělé samice, přičemž mladí samci mohou mít několik oranžových pírek na hrudi. Okolo druhého roku života mají již někteří samci téměř dospělecké zbarvení, jiní stále připomínají samice. Určení jejich pohlaví a věku je v této fázi poměrně náročné.
Určování druhu podle samotného zbarvení nemusí být vždy přesné, jelikož i jedinci Petroica boodang mohou mít náprsenku v různých odstínech oranžové. Nicméně ostatní druhy červených lejsčíků, mimo lejsčíka ohnivého, mívají černou hlavu a robustnější tělo. Také jsou výrazně menší.
Jejich zpěv se liší podle období: na jaře, v létě a na podzim je většinou slyšet jejich hlasitá vokalizace, rozpoznatelná až na 150 m, s výjimkou mezi květnem a červencem, kdy jsou naopak tišší. Tento druh zpěvu je slyšitelný asi ze 30 m. Oproti ostatním australským lejsčíkům je jejich píseň složitější a údajně též melodičtější. Zpívají samci i samice, většinou pro upoutání pozornosti možného partnera. Samice pak při vyrušení v hnízdě vydávají syčivý zvuk.

## Výskyt
Lejsčíci ohniví žijí převážně v teplotně mírných oblastech jihovýchodní Austrálie a v Tasmánii. Méně početní jsou pak na západě a jihozápadě kontinentu. Vyhledávají vyšší nadmořské výšky, například v rámci Velkého předělového pohoří a dle terénního výzkumu provedené v Melbourne vyšlo najevo, že klima jejich počty dlouhodobě neovlivňuje. Na jaře a v létě je lze pozorovat ve vlhkých lesích až do nadmořské výšky 1800 m, kterým dominují vysoké stromy, například blahovičníky Eucalyptus pauciflora, Eucalyptus delegatensis, Eucalyptus viminalis a Eucalyptus regnans. Na zimu a podzim pak migrují na menší vzdálenosti z alpinských a subalpinských oblastí do nižších poloh; pastvin nebo velmi řídkých porostů blahovčníků. Samci běžně odlétají o několik dní dříve než samice. Někteří jedinci z Tasmánie též přelétávají Bassův průliv, aby se dostali do Victorie. .
Dle pozorování se často rozšiřují do oblastí vypálených požáry, ale když začnou tato místa znovu zarůstat, opustí je.
Ačkoliv v minulosti byli lejsčíci ohniví klasifikováni jako málo dotčení ptáci, od roku 2004 je BirdLife International řadí mezi téměř ohrožené druhy. Důvodem je postupný úbytek populace během předcházejících pětadvaceti let kvůli ničení jejich přirozeného prostředí lidmi. Dalším z faktorů může být i častá hnízdní predace ze strany flétňáků stračích (Strepera graculina).

## Chování
Tito ptáci jsou poměrně teritoriální a své území si pečlivě střeží i před jinými lejsčíky. Ostatní se snaží odradit výhružným nafukováním hrudi a nalétáváním na ně.

### Rozmnožování
Lejsčíci ohniví žijí většinou monogamně až do doby úmrtí jednoho z partnerů, nicméně byly zaznamenány i případy, kdy se od sebe oddělili a našli si jiné druhy. Při toku se samci snaží zaujmout samice tak, že jim nosí potravu a přelétávají před nimi. Pronásledování pokračuje i na zemi, kde pobíhají sem a tam se skloněnou hlavou. Rozmnožování probíhá většinou od srpna do ledna a to v oblasti Velkého předělového pohoří, na ostrovech Bassova průlivu nebo na vysočinách Tasmánie. Samec nejdříve „navrhuje“ místa vhodná pro postavení hnízda, na rozdíl od jiných lejsčíků se též zapojuje i samička. Během jednoho až pěti dnů je místo vybráno a samice postaví příbytek sama. Většinou to bývá na vidlicovitých větvích blahovičníků, výjimečně i na borovicích montereyských (Pinus radiata), ve výšce několika metrů nad zemí. Nicméně již Gould zaznamenal, že nebojácně hnízdí v městských oblastech, například v hlavním městě Tasmánie Hobartu, a společnost lidí jim nijak nepřekáží.
Samotné hnízdo se skládá ze suché trávy., mechu a kůry. Má tvar hluboké hrnku a uvnitř bývají jako výplň pavučiny nebo peří. Dovnitř pak samice naklade tři až čtyři matně bílá vejce, někdy s namodralým nebo šedavým odstínem. Zahřívá je přibližně dalších 17 dnů. Jako u ostatních pěvců, i mladí lejsčíků ohnivých se rodí holá a slepá. Oči otevřou okolo šestého dne života, peří na křídlech začíná růst až okolo devátého nebo desátého dne. První tři dny mladé krmí matka z toho, co přinese partner, od čtvrtého dne je krmí přímo on.

### Potrava
Živí se především hmyzem, který loví buďto v páru (během období hnízdění) nebo v malých společenstvech (v zimě, kdy spíše sbírají potravu ze země). Tyto skupiny může tvořit více druhů, například lejsčíci kápoví (Melanodryas cucullata), pustináčci běločelí (Epthianura albifrons) nebo lindušky velké (Anthus novaeseelandiae). Loví z jednoho konkrétního místa, které jim poskytuje dobrý výhled a kde mohou nehybně a vzpřímeně čekat na případnou kořist. Často také shánějí jídlo v brázdách čerstvě zoraných polí.
V porovnání s lejsčíky Petroica boodang tvoří jídelníček lejsčíků ohnivých větší procento létavého hmyzu. I to by mohlo být důvodem, proč tito ptáci na zimu migrují: kvůli nedostatku potravy. Nejvíce jsou zastoupeny různé druhy brouků, vos, ovádů, roupců, dále také mnohonožky a máloštětinatci.